# Mistrzostwa Polski w Judo 2021
Mistrzostwa Polski w Judo 2021 – 65. edycja mistrzostw, która odbyła się w Opolu (w Stegu Arenie) w dniach 1 – 3 października 2021 roku. 

## Medaliści

### Kobiety
| Kategoria:    | Złoto:                                             | Srebro:                                    | Brąz:                                                                         |
| do 48 kg      | Paulina Szlachta (AZS AWF Wrocław)                 | Ewa Konieczny (Czarni Bytom)               | Wiktoria Ślązok (Czarni Bytom) Zuzanna Woźniak (Yuko Józefów)                 |
| do 52 kg      | Karolina Pieńkowska (AZS UW Warszawa)              | Marta Kuraś (Judo Wolbrom)                 | Aleksandra Janeczko (Arcus Warszawa) Aleksandra Kaleta (Judo Wolbrom)         |
| do 57 kg      | Arleta Podolak (Gwardia Warszawa)                  | Marta Gęsikowska (Gwardia Opole)           | Sonia Lniany (Czarni Bytom) Izabella Socha (KS Judo Czechowice-Dziedzice)     |
| do 63 kg      | Natalia Kropska (Czarni Bytom)                     | Angelika Szymańska (Olimpijczyk Włocławek) | Anna Dąbrowska (AZS AWF Wrocław) Aleksandra Sokołowska (AZS AWF Wrocław)      |
| do 70 kg      | Eliza Wróblewska (Power Duck Akademia Judo Poznań) | Karolina Miller (AZS AWFiS Gdańsk)         | Maria Bączek (Gwardia Warszawa) Natalia Nowaczyk (Akademia Judo Poznań)       |
| do 78 kg      | Sandra Lickun (AZS UW Warszawa)                    | Urszula Hofman (AZS AWF Wrocław)           | Paulina Dziopa (Czarni Bytom) Justyna Śliwa (Praskie Centrum Sportu Warszawa) |
| powyżej 78 kg | Paula Kułaga (UKS Copal Trzcianka)                 | Anna Załęczna (Judo Toruń)                 | Wiktoria Lis (AZS AWF Katowice) Kinga Wolszczak (Śląsk Wrocław)               |

### Mężczyźni
| Kategoria:     | Złoto:                                    | Srebro:                                   | Brąz:                                                                              |
| do 60 kg       | Bartłomiej Kot (SameJudo Ząbki)           | Paweł Tylek (Klub Judo AZS Opole)         | Igor Błaszczak (Juvenia Wrocław) Szymon Śmiegel (Sakura Team Bydgoszcz)            |
| do 66 kg       | Patryk Wawrzyczek (Janosik Bielsko-Biała) | Arkadiusz Makarewicz (Praesidium Wrocław) | Grzegorz Babirecki (Judo Samuraj Koszalin) Krzysztof Klimkiewicz (Judo Kraków)     |
| do 73 kg       | Adam Stodolski (Leśnik Kaczory)           | Wiktor Mrówczyński (AZS AWF Katowice)     | Konrad Szatkowski (Judo Warszawa) Damian Szwarnowiecki (Praesidium Wrocław)        |
| do 81 kg       | Damian Stępień (AZS UW Warszawa)          | Paweł Drzymał (Czarni Bytom)              | Sebastian Marcinkiewicz (Praesidium Wrocław) Jakub Pankowski (Klub Judo AZS Opole) |
| do 90 kg       | Tomasz Szczepaniak (Klub Judo AZS Opole)  | Sebastian Ołdak (Arcus Warszawa)          | Radosław Koszczyński (AZS AWF Warszawa) Kyryło Wesełowski (AZS AWF Warszawa)       |
| do 100 kg      | Kacper Szczurowski (AZS Gliwice)          | Igor Dzierżanowski (UKJ ASzWoj Warszawa)  | Piotr Kuczera (Kejza Team Rybnik) Daniel Moskal (AZS AWF Wrocław)                  |
| powyżej 100 kg | Mariusz Krueger (Judo Warszawa)           | Kamil Grabowski (Czarni Bytom)            | Wojciech Kordyalik (Śląsk Wrocław) Grzegorz Teresiński (Judo Warszawa)             |